# Avleddha
Avleddha è un gruppo di musica popolare salentino, oltre che un'associazione culturale.

## La Storia
Avleddha nasce nel 1991 a Sternatia (Lecce) da un'idea dei fratelli Gianni e Rocco De Santis, di Luigi Gemma, Mario Spagna e Teodoro Foggetti. Si occupa del recupero e della valorizzazione della cultura grica, Il gruppo si occupa inoltre della produzione ex novo di canti e brani musicali, nonché di testi teatrali che diffonde ormai in vari luoghi del mondo.
Il nome Avleddha che in grico significa "piccolo cortile", diminutivo del greco αὐλή (traslitterato aulḗ), in italiano "cortile" o "corte", si ispira ad uno degli elementi architettonici più significativi che caratterizza le case a corte dei centri urbani della Grecìa Salentina.
Il gruppo partecipa al Festival del Mediterraneo di Conversano e Bisceglie e viene selezionato per il Babilon Festival in Iraq nel 1998 dove si esibiscono i migliori gruppi della musica etnica mondiale. Sbarca in Grecia riscotendo un grande interesse, e in vari festival europei.
Partecipa a varie trasmissioni RAI dove tra l'altro presenta il suo primo CD in uno speciale di Radio Rai International. Collabora con Daniele Sepe e Joe Zawinul (che arrangia il brano "Lu sole" scritto dal gruppo nel 1998) e con Piero Milesi che si avvale dei musicisti del gruppo Avleddha nell'edizione della Notte della Taranta 1999 tenutasi a Melpignano.

## Discografia
- Otranto (1999)
- Senza frontiere (2002)
- Ofidea (2007)

## Composizione attuale
- Rocco De Santis (autore, voce solista e chitarra)
- Gianni De Santis (autore, controcanto e voce solista)
- Dario Marti (chitarra solista)
- Roberto Lezzi (basso elettrico)
- Nicola Gennachi (fisarmonica)
- Tonino Friolo (batteria)
- Giuseppe Ciancia (percussioni)